# 小行星5013
小行星5013，即蘇州三中星（5013 Suzhousanzhong），於1964年11月9日由中國南京紫金山天文臺發現，暂定名成为1964 VT1，位于小行星帶。2006年8月，为纪念苏州市第三中学百年校庆，該小行星被正式命名為“蘇州三中”。

## 外部連結
- JPL Small-Body Database Browser on 5013 Suzhousanzhong （页面存档备份，存于）

| 前一小行星： (5012)Eurymedon | 小行星列表 | 後一小行星： (5014)戈尔查科夫 |